# Distrito de Deán Valdivia
El distrito de Deán Valdivia conocido también como La Curva, es uno de los seis que conforman la provincia de Islay en el departamento de Arequipa en el Sur del Perú.

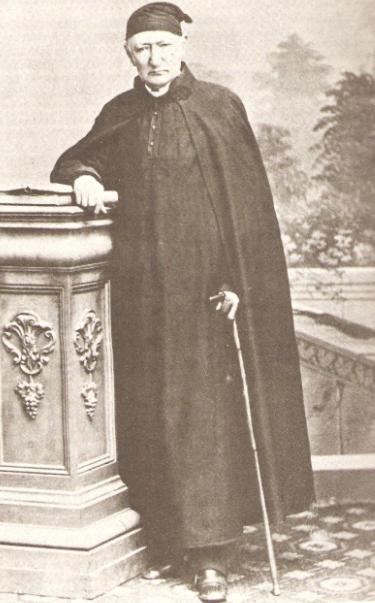
Juan Gualberto Valdivia

Este distrito fue nombrado en honor del deán Juan Gualberto Valdivia, religioso mercedario, abogado, historiador, periodista y político islaíno que personificó el regionalismo arequipeño.
Desde el punto de vista jerárquico de la Iglesia católica forma parte de la Arquidiócesis de Arequipa.

## Historia
El distrito fue creado mediante Ley 11870 del 23 de octubre de 1952, expedida por el presidente de la República Manuel A. Odría.
Tiene muchos atractivos turísticos, entre ellos está el Santuario Nacional Lagunas de Mejía, la cual alberga muchas aves migratorias y residentes, sus playas, lomas, y por qué no las nuevas construcciones que nos permiten tener una vista panorámica de nuestro valle querido; cabe mencionar también un turismo vivencial con las fiestas costumbristas en las que todos participamos, sus alfajores netamente artesanales , el cual le da ese toque especial de sabor inigualable y por último y no menos importante la ruta gastronómica donde degustaremos de una variedad de platos típicos del lugar con ingredientes que este valle produce.

## Centros poblados
Su capital es el poblado de La Curva, mientras que su anexos son:
- El Arenal
- La Ensenada
- Boquerón
- Bocanegra
- La Iberia

## Autoridades

### Municipales
- 2019-2022
- Alcalde: Richard Hitler Ale Cruz, del Movimiento Regional Juntos por el Sur.
- Regidores: Marco Antonio Mamani Chambi(JxeS), Manuel Bernardo Quispe Mamani(JxeS), Yulisa Zaida Ramos Cuela(JxeS), Isaac Lima Atamari(JxeS), Elmer Gonzaga Franco Arriaga(FA).
- 2011-2014[3]
  - Alcalde: Richard Hitler Ale cruz, del Movimiento Juntos por el Sur (JxeS).
  - Regidores: Julia Carmen Porcela Charca (JxeS), Arnaldo Inocencio Alvarado Bedoya (JxeS), José Luis Gallegos Basurco (JxeS), Luz Marina Pérez Yana (JxeS), Fredy Samuel Vilca Mamani (Acción Popular).

### Religiosas
- Párroco[4]
  - Parroquia San Isidro Labrador: Pbro..

## Festividades
- Virgen de la Merced.
- Santa Rosa de Lima.
- Virgen de Chapi.
- Aniversario de creación de Deán Valdivia
- Creación Política del Centro Poblado El Arenal
- El día del Alfajor

## Gastronomía
Podemos encontrar los deliciosos alfajores de miel o de manjar, los deliciosos pencos, los más famosos y cotizados son lo que preparados por la familia Vildoso.
También podemos degustar de un sabor variado y exquisito de todos los platillos que ahí podemos encontrar como: un delicioso chicharrón (muy conocido y solicitados por los visitantes), los platillos a base de camarones, pescados y  mariscos, los riquísimos picantes Tambeños hecho por manos expertas.